# Joseph de Pasquale
Joseph de Pasquale (Filadelfia, 1919 – 22 de junio de 2015) fue un violista estadounidense.  

## Vida
Fue alumno de William Primrose. Por más de 50 años fue el viola principal de las dos orquestas más conocidas de los Estados Unidos: la Orquesta de Filadelfia y la Orquesta Sinfónica de Boston. Colaboró con estrellas de la talla de Jascha Heifetz, Ruggiero Ricci, Isaac Stern, Gregor Piatigorsky entre muchos otros. 
Hizo importantes estrenos mundiales, y realizó grabaciones para sellos como RCA y Sony. 
desempeñó la labor de profesor en el Instituto de Música Curtis de Filadelfia.
Falleció el 22 de junio de 2015.
- Datos: Q75329855